# Bergamasco (Italia)
Bergamasco es una localidad y comune italiana de la provincia de Alessandria, región de Piamonte, con 776 habitantes.

## Evolución demográfica
| Gráfica de evolución demográfica de Bergamasco entre 1861 y 2001 |
|                                                                  |
| Fuente ISTAT - elaboración gráfica de Wikipedia                  |